# Robert Abendroth
Robert Abendroth (Pirna, 1842. március 9. – Lipcse, 1917. február 14.) német könyvtáros, levéltáros.

## Élete
Abendroth családja a szász Érchegység vidékéről származott. Középiskolai tanulmányai befejeztével a lipcsei egyetemen természettudományokat és filozófiát hallgatott. Doktorátusát 1868-ban tette le, a pókfélék morfológiájáról írott disszertációjával. 1884-ben asszisztens, 1896-ban kurátor lett a lipcsei egyetemi könyvtárban. 1900-ban könyvtáros, 1902. március 11. vezető könyvtáros lett. Ebben az időszakban nevezték ki a Gehlerschen orvosi könyvtár vezetőjévé is. 
Legfontosabb munkája az 1889-ben megjelent Ein Beitrag zur Erkenntnisskritik und Naturphilosophie. Das bibliographische System der Naturgeschichte und der Medizin (mit Einschluß der allgemeinen Naturwissenschaft), nach den Fachkatalogen der Universitätsbibliothek zu Leipzig dargestellt, historisch-kritisch eingeleitet und erläutert von Robert Abendroth.  E munkája a lipcsei Das Problem der Materie-ben jelent meg. A művet újra kiadták előbb 1914-ben, majd átdolgozott formában 1921-ben is. 
Abendroth részmunkaidőben a lipcsei szász tudományos társaság levéltárának is dolgozott. Lipcsében élt, a Brandvorwerkstraße 38 II. szám alatt. 

## Fordítás
- Ez a szócikk részben vagy egészben  a   Robert Abendroth című német Wikipédia-szócikk ezen változatának fordításán alapul.  Az eredeti cikk szerkesztőit annak laptörténete sorolja fel. Ez a jelzés csupán a megfogalmazás eredetét és a szerzői jogokat jelzi, nem szolgál a cikkben szereplő információk forrásmegjelöléseként.